# Затемнение (фильм, 1980)
«Затемнение» (англ. Fade to Black, также «Уход в чёрное» или «Из тени во мрак») — психологический фильм ужасов поджанра слэшер 1980 года, снятый Верноном Зиммерманом.
Фильм был номинирован на несколько премий «Сатурн», а Ева Брент получила звание лучшей актрисы второго плана. Выпущенное в прокат в октябре 1980 года «Затемнение» было коммерчески неудачным. Однако позднее фильм получил статус культового.

## Сюжет
Эрик Бинфорд — заядлый киноман. Он буквально не может жить без просмотра своих любимых фильмов. Он смотрит множество кинолент, помнит наизусть многие монологи, знает всех актёров, восхищается эпизодами из кино. Однажды он заходит слишком далеко и начинает разыгрывать свои любимые сцены из кинофильмов в реальной жизни. Ему удаётся вовлечь в эту игру своих врагов, и «сцены» начинают приводить к очень тяжёлым последствиям.

## В ролях
| Актёр            | Роль                               |
| ---------------- | ---------------------------------- |
| Деннис Кристофер | Эрик Бинфорд                       |
| Тим Томерсон     | доктор Джерри Мориарти             |
| Гвин Гилфорд     | Энн Ошенбулл офицер полиции        |
| Линда Керридж    | Мэрилин О'Коннор                   |
| Норман Бёртон    | Марти Бергер                       |
| Морган Полл      | Гари Биалли                        |
| Джеймс Луизи     | капитан М. Л. Галлахер шеф полиции |
| Ив Брент         | Стелла Бинфорд тётя Эрика          |
| Джон Стэдмен     | Сэм                                |
| Марси Баркин     | Стейси                             |
| Микки Рурк       | Ричи                               |
| Питер Хортон     | Джо                                |
| Мелинда О. Фи    | ведущая ток-шоу                    |